# 亀井絵里
亀井 絵里（かめい えり、1988年12月23日 - ）は、日本の元アイドル。ハロー!プロジェクトの女性アイドルグループモーニング娘。の元メンバー（6期）。東京都出身。アップフロントエージェンシー（旧法人、現・アップフロントプロモーション）に所属していた。妹は女優の亀井理那。

## 人物・略歴
- 愛称は、えり、えりりん。イメージカラーはオレンジ。
- 2002年12月 - 2003年1月19日の『モーニング娘。LOVEオーディション2002』において応募総数約1万4千人の中から道重さゆみ、田中れいなと共に合格。
- 2003年1月19日、モーニング娘。に6期メンバーとして加入。
- 2003年3月・5月、オーディション組の6期メンバー3名によるファンクラブ限定握手会を開催。
- 2003年5月4日、『モーニング娘。CONCERT TOUR 2003春 〜NON STOP!〜』のさいたまスーパーアリーナ公演でステージデビュー。
- 2003年7月30日、モーニング娘。19thシングル「シャボン玉」でCDデビュー。
- 2003年9月、モーニング娘。さくら組に加入。
- 2006年1月、キックベースボールチーム「メトロラビッツH.P.」に入団。
- 2007年4月7日、FM-FUJIの新番組『Hello! Project Night』内で、自身初のレギュラーラジオ『GAKI・KAME』がスタート。新垣里沙と共にMCを担当。
- 2010年8月8日、同年秋開催のコンサートツアー最終日をもって、持病の治療に専念するため、モーニング娘。およびハロー!プロジェクトを卒業することが発表された[3][4]。
- 2010年12月15日、横浜アリーナで開催された『モーニング娘。コンサートツアー2010秋 〜ライバル サバイバル〜 亀井絵里・ジュンジュン・リンリン卒業スペシャル』をもって、ジュンジュン、リンリンと共にモーニング娘。を卒業。同時に芸能活動の無期限活動休止に入る。なお、同公演はスカパー!のスカチャン3D 169で3D生中継されており、メンバーの卒業公演が生中継されたのは2002年の後藤真希以来、8年ぶりのことである[5]。後に当時、グループのリーダーを務めていた高橋愛は、「亀井が辞めたのは痛かった」と語っている[6]。

## 作品

### 配信限定
- ハロカバ（2010年12月8日）

### 映像作品
- ハロハロ!モーニング娘。6期メンバーDVD（2003年7月16日、zetima）[7]
- ラブハロ!亀井絵里 DVD（2007年3月14日、zetima）[8]
- 20 DREAMS（2009年1月14日、zetima）[9]
- too sweet Eri（2010年3月3日、zetima）[10]
- “亀井絵里写真集「えりりん」”メイキングDVD〜特別編集版〜（2010年11月22日、UP-FRONT WORKS）[11] - e-LineUP!期間限定販売
- ありがとう（2010年12月9日、UP-FRONT WORKS）[12]
- ハロハロ! 〜Memories〜 モーニング娘。亀井絵里・道重さゆみ・田中れいな -Making DVD Special Edition-（2010年12月14日、UP-FRONT WORKS）[13] - e-LineUP!期間限定販売

## 出演

### 映画
- 星砂の島 私の島〜アイランド・ドリーミン〜（2004年） - 豊見丸美紀子 役

### 舞台
- おじぎ30度　オン・ステージ（2008年2月27日 - 3月2日、新宿シアターアプル） - 鶴絵里香 役
- おじぎでシェイプアップ!（2009年6月7日 - 14日、ル テアトル銀座） - 鶴絵里香 役

### テレビ番組
- それゆけ!ゴロッキーズ（2003年9月29日 - 12月26日、テレビ東京）
- 二人ゴト（2004年4月26日 - 28日・7月14日 - 22日、テレビ東京）
- 魔女っ娘。梨華ちゃんのマジカル美勇伝（2004年10月7日 - 12月15日、テレビ東京）
- 娘DOKYU!（2005年4月11日 - 6月7日・7月12日 - 2006年9月1日、テレビ東京）
- ジュエルペット（2009年4月5日 - 2010年3月28日、テレビ大阪・テレビ東京系） - 紅玉りんこ 役
- 木曜ナイトドラマ 日本人の知らない日本語 第四話（2010年8月5日、読売テレビ） - メイド・美貴 役

### ラジオ番組
- GAKI・KAME（2007年4月8日 - 2008年9月27日、FM-FUJI）
- FIVE STARS（2009年4月6日 - 2010年12月13日、InterFM）

### インターネット
- 第10回ハロプロビデオチャット（2005年5月20日、ハロー!プロジェクト on フレッツ）
- オリジナル・ショート・ドラマ「おじぎ30度」シリーズ2（2006年12月24日、Dohhh UP!） - 鶴絵里香 役

## 書籍

### 写真集
- ハロハロ! モーニング娘。6期メンバー写真集 道重さゆみ・亀井絵里・田中れいな（2003年7月15日、角川書店、撮影：上牧佑） - ISBN 978-4048942515
- 1st写真集『亀井絵里』（2004年12月23日、ワニブックス、撮影：熊谷貫） - ISBN 978-4847028373 （第2期モーニング娘。ソロ写真集シリーズ）
- 2nd写真集『DAYS』（2005年9月16日、ワニブックス、撮影：斉藤清貴） - ISBN 978-4847028823
- 3rd写真集『17才』（2006年5月26日、ワニブックス、撮影：今村敏彦） - ISBN 978-4847029356
- ラブハロ!亀井絵里写真集 in プーケット（2007年2月28日、角川グループパブリッシング、撮影：河野英喜） - ISBN 978-4048944861
- 『MAPLE』 （2007年10月11日、ワニブックス、撮影：西田幸樹） - ISBN 978-4847040436
- 亀井絵里6th写真集全集『ERI』（2008年4月3日、ワニブックス） - ISBN 978-4847040771
- 亀井絵里7th写真集『20(はたち)』（2008年12月23日、ワニブックス、撮影：今村敏彦） - ISBN 978-4847041471
- 亀井絵里8th写真集『sweet』（2010年2月25日、ワニブックス、撮影：西田幸樹） - ISBN 978-4847042423
- 亀井絵里9th写真集『えりりん』（2010年9月26日、ワニブックス、撮影：西田幸樹） - ISBN 978-4847043116
- 亀井絵里 卒業記念 ハロハロ! 〜Memories〜 モーニング娘。亀井絵里・道重さゆみ・田中れいな写真集（2010年11月12日、角川グループパブリッシング、撮影：武安弘毅） - ISBN 978-4048954167
- 亀井絵里 モーニング娘。卒業記念PHOTO BOOK『THANKS』（2010年12月5日、ワニブックス） - ISBN 978-4847043284

## 所属ユニット
- モーニング娘。（2003年 - 2010年）
  - モーニング娘。さくら組（2003年 - 2004年）
- シャッフルユニット
  - H.P.オールスターズ（2004年）
  - タンポポ#（2009年 - 2010年）

その他
- メトロラビッツH.P.